# Reserva Forestal d'Oluwa
La reserva forestal d'Oluwa està situada a l'estat d'Ondo, Nigèria, i cobreix uns 829 km². Forma part de les reserves forestals d'Omo-Shasha-Oluwa, encara que s'ha separat de les reserves d'Omo i Shasha (que encara estan connectades com el 2011). Les tres reserves contenen alguns dels últims boscos restants de la zona. Tot i que són biològicament únics, estan amenaçats per la tala, la caça i l'agricultura. Les tres reserves estan a l'interior de l'àrea de l'ecoregió de les Selves baixes de Nigèria, a vora 135 km al nord-est de la ciutat de Lagos.

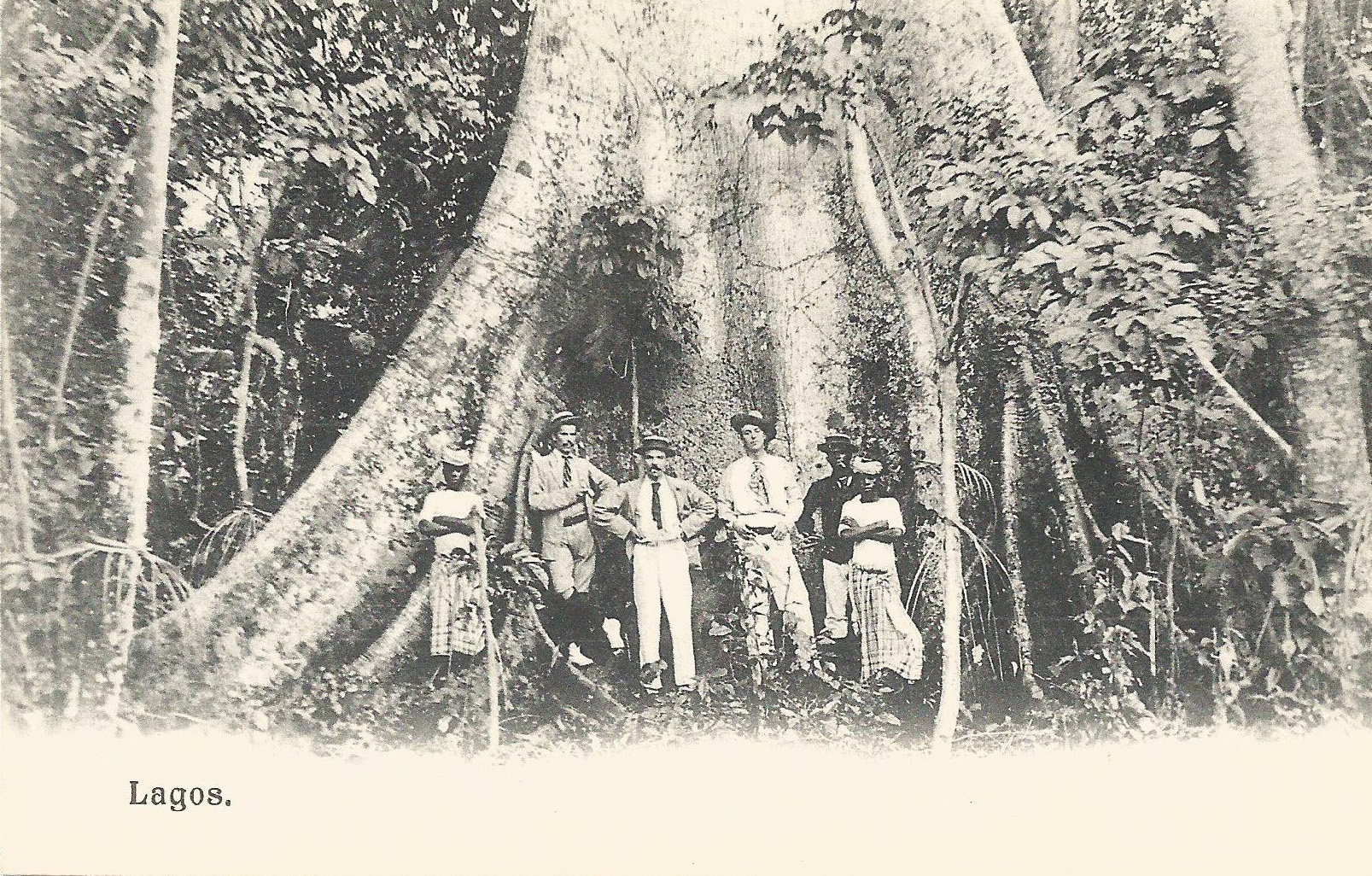
Antiga postal sense autor ni data exacta (finals del segle XIX). Imatge capturada a prop de Lagos, amb un arbre monumental, els quals malauradament han desaparegut.

## Informe de la Fundació de conservació de Nigèria (2007)
El 2007, British Gas va encarregar a la Fundació Nigeriana de Conservació informar sobre la viabilitat de la seva àrea protegida proposada a les tres reserves. Entre les conclusions de l'informe es trobaven:
  El 40% del bosc natural de les reserves es manté.
  Els elefants i els ximpanzés encara habiten la zona.
Les seves recomanacions van ser:
  Tota la tala, la caça, l'agricultura i l'assentament humà s'haurien de parar.
  Cal establir dues àrees protegides: Omo / Shasha i Oluwa occidentals.
  L'àrea que connecta els boscos d'Omo i Shasha prop d'Etiemi hauria de permetre's que creixi.
  Cal implementar plans de gestió per a la zona.